# Poliizobutylen
Poliizobutylen (PIB) – polimer powstający w wyniku polimeryzacji izobutylenu (metylopropenu):

Polimeryzacja izobutylenu

Poliizobutylen wykazuje odporność na działanie kwasów, zasad, alkoholi, estrów i ketonów. Jest mało odporny na działanie czynników utleniających i węglowodorów. Jako ciecz stosowany do wyrobu smarów lotniczych. Stały polimer zachowuje elastyczność do -70 °C. Stosowany do wyrobu wykładzin, uszczelek, izolatorów, klejów, gumy do żucia. Kopolimeryzacja izobutylenu z 0.5-5% izoprenem lub z 1-3% butadienem prowadzi do otrzymania kauczuku butylowego. Po wulkanizacji uzyskany kopolimer stosowany jest do wyrobu dętek, uszczelek, węży, izolacji elektrycznych.